# 石垣 (別府市)
石垣（いしがき）は、大分県別府市にある地名。石垣東（いしがきひがし）と石垣西（いしがきにし）があり、それぞれ1丁目から10丁目まである。郵便番号は石垣東が874-0919、石垣西が874-0910（別府郵便局管区）。

## 地理
別府市の中心部に位置する。地域は南北に長い長方形で、大半が住宅街として利用されている。

### 定義
東は日豊本線、南は境川、北は春木川。北から順に10～1丁目がある。

### 河川
上記の通り、境川と春木川がある。

## 歴史
かつては石垣村の中にあったが、1935年9月4日に別府市に合併された。石垣という地名は、広義では石垣村全体を指す。石垣村村域については別府市#行政区域の変遷を参照のこと。

### 地名の由来
由来は定かではないが、関ヶ原の戦い(1600年)時には石垣原の戦いがあった。

## 世帯数と人口
2022年（令和4年）1月31日現在の世帯数と人口は以下の通りである。石垣東と石垣西を合わせた世帯数と人口はそれぞれ7,305世帯、14,232人である。
石垣東
| 町丁         | 世帯数    | 人口    |
| ------------ | --------- | ------- |
| 石垣東1丁目  | 825世帯   | 1,538人 |
| 石垣東2丁目  | 405世帯   | 798人   |
| 石垣東3丁目  | 482世帯   | 802人   |
| 石垣東4丁目  | 323世帯   | 636人   |
| 石垣東5丁目  | 307世帯   | 628人   |
| 石垣東6丁目  | 488世帯   | 1,004人 |
| 石垣東7丁目  | 495世帯   | 1,034人 |
| 石垣東8丁目  | 505世帯   | 929人   |
| 石垣東9丁目  | 161世帯   | 344人   |
| 石垣東10丁目 | 369世帯   | 527人   |
| 計           | 4,360世帯 | 8,315人 |

石垣西
| 町丁         | 世帯数    | 人口    |
| ------------ | --------- | ------- |
| 石垣西1丁目  | 107世帯   | 271人   |
| 石垣西2丁目  | 271世帯   | 620人   |
| 石垣西3丁目  | 445世帯   | 923人   |
| 石垣西4丁目  | 271世帯   | 534人   |
| 石垣西5丁目  | 259世帯   | 520人   |
| 石垣西6丁目  | 285世帯   | 572人   |
| 石垣西7丁目  | 244世帯   | 527人   |
| 石垣西8丁目  | 314世帯   | 601人   |
| 石垣西9丁目  | 288世帯   | 536人   |
| 石垣西10丁目 | 461世帯   | 813人   |
| 計           | 2,945世帯 | 5,917人 |

## 小・中学校の学区
市立小・中学校に通う場合、学区は以下の通りとなる。
| 丁目                           | 番地                      | 小学校               | 中学校               |
| ------------------------------ | ------------------------- | -------------------- | -------------------- |
| 石垣東1～3丁目、石垣西1～3丁目 | 全域                      | 別府市立境川小学校   | 別府市立中部中学校   |
| 石垣東4～7丁目、石垣西4～9丁目 | 全域                      | 別府市立石垣小学校   | 別府市立鶴見台中学校 |
| 石垣西10丁目                   | 1番～4番の一部            | 別府市立石垣小学校   | 別府市立鶴見台中学校 |
| 石垣東8丁目～10丁目            | 全域                      | 別府市立春木川小学校 | 別府市立鶴見台中学校 |
| 石垣西10丁目                   | 1番～4番の一部・5番～10番 | 別府市立春木川小学校 | 別府市立鶴見台中学校 |

## 交通

### 鉄道
- JR日豊本線が通っているが、駅はない。かつて新別府駅を設置する計画があったが、実現されていない。現在の最寄り駅は別府大学駅。

### バス
- 亀の井バス石垣方面行き
- 大分交通石垣方面行き

### 道路
- 国道500号(九州横断道路)
- 大分県道645号亀川別府線

## 施設
- 別府市立境川小学校
- 別府市立石垣小学校
- 別府市立境川幼稚園

## 宗教施設
- 吉弘神社